# セルヴェル・ジェパロフ
セルヴェル・ジェパロフ（ウズベク語: Server Djeparov、1982年10月3日 - ）は、ウズベキスタン・タシュケント州チルチク出身の元同国代表サッカー選手、サッカー指導者。現役時代のポジションはミッドフィールダー。
Kリーグ時代の登録名はジェパロフ（ハングル: 제파로프）。
アジア年間最優秀選手賞を2008年と2011年の2回受賞した選手である。

## 経歴

### クラブ
1982年10月3日にチルチクに生まれた彼は15歳でPFCナフバホール・ナマンガンのユースに加入した。2000年にトップチームに昇格し、46試合7得点の成績を残した。
2002年にFCパフタコール・タシュケントに移籍し96試合34得点の活躍。2002年から2007年にかけてウズベク・リーグとウズベキスタン杯を6連覇した。
2008年にFCブニョドコルに移籍。初シーズンで19得点を獲得しリーグ得点王に輝いた。またこれによってクラブも史上初のリーグ制覇を達成し、2008年のアジア年間最優秀選手賞を受賞した。この活躍によりイングランド・プレミアリーグの強豪チェルシーFCから練習参加を打診された が、AFCチャンピオンズリーグなどの試合があるため練習参加は見送られた。
2010年7月には本人の希望からレンタル移籍でKリーグのFCソウルにシーズン終わりまで移籍。10月2日の仁川ユナイテッドFC戦で初得点を挙げた。16試合1得点7アシストの結果を残し、10年ぶりのKリーグ制覇に貢献した。2011年2月8日にFCソウルは85万米ドルとも噂される3年契約を提示し、合意した事を発表した。
しかし翌シーズンに15試合出場した後、サウジアラビアのアル・シャバブ・リヤドに完全移籍する事が2011年7月9日に発表された。アル・シャバブ・リヤドでは活動機会の乏しさや気候の問題から上手く行かずに退団したとされている。
2013年2月には城南一和天馬に移籍。2014年1月にクラブが城南FCに改名した。10番をつけていたイヴァン・ヴコヴィッチが背番号を32番に変えたため、10番を引き継いだ。
2015年に蔚山現代FCに移籍、2016年にはPFCロコモティフ・タシュケントに移籍。
2017年1月15日、エステグラルFCに移籍。2017年シーズン終了までフーラッド・モバラケ・セパハンFCに期限付き移籍。
2018年7月26日、FCジェティスに移籍。
2019年1月、PFCメタルルグ・ベカバードに移籍。

### 代表
2002年からウズベキスタン代表に招集されている。

## 個人
彼はクリミア・タタール人とロシア人の血を引いており、ロシア語と英語に堪能である。その一方、ウズベク語に関してはあまり話す事が出来ない。
息子にラウル・ゴンサレスから名前を取りラウルと名付けた他、娘もいる。

## タイトル

### クラブ
FCパフタコール・タシュケント
- ウズベク・リーグ：2002, 2003, 2004, 2005, 2006, 2007
- ウズベキスタン杯：2002, 2003, 2004, 2005, 2006, 2007
- CISカップ：2007

FCブニョドコル
- ウズベク・リーグ：2008, 2009
- ウズベキスタン杯：2008

FCソウル
- Kリーグ：2010
- Kリーグカップ：2010

アル・シャバブ・リヤド
- サウジ・プロフェッショナルリーグ：2012

城南FC
- 韓国FAカップ：2014

PFCロコモティフ・タシュケント
- ウズベク・リーグ：2016
- ウズベキスタン杯：2016

エステグラルFC
- ハズフィー・カップ：2017-18

### 個人
- アジア年間最優秀選手賞：2008, 2011
- ウズベキスタン年間最優秀選手：2008, 2010